# Société française d'écologie et d'évolution
La Société française d'écologie et d'évolution (SFE2), anciennement Société française d'écologie, est une société savante fondée en 1968. Elle se donne pour mission d’encourager et de développer les études écologiques. Association loi de 1901, elle est reconnue d'utilité publique,.

## Origines
En 2017, la Société française d'écologie est devenue la Société française d'écologie et d'évolution, à la suite d'un rapprochement avec le groupe de recherche du Petit pois déridé, qui envisageait la fondation d'une société d'évolution.

## Objectif statutaire
La SFE2 a pour objectif statutaire« d’encourager et de développer les études écologiques sous tous leurs aspects, de faciliter les relations entre les écologistes, en particulier pour favoriser la constitution d’équipes de recherche en vue d’une meilleure connaissance des problèmes écologiques ». 
Elle est membre de la Fédération européenne d'écologie (ou European Ecological Federation-EEF) et d'INTECOL (the International Association for Ecology).

## RevueÉcologie
La Société française d'écologie a édité jusqu'en 2000 la revue Écologie (ancien Bulletin d'Écologie).

## SFÉcologie
Tous les deux ans, la SFE2 organise en France un colloque international d'écologie scientifique : la SFÉcologie.
Liste des colloques :
- Écologie 2010 : Montpellier,
- BESfé 2014 : Lille (colloque co-organisé par la SFE et la BES),
- SFÉcologie 2016 : Marseille.
- SFEcologie 2018 : Rennes

## Prix de la Société française d'écologie
La SFE décerne trois types de prix.
- Le prix Jeune Chercheur, qui récompense l’auteur(e) d’un travail doctoral, soutenu il y a moins de 3 ans. Deux prix sont attribués tous les ans depuis 2009[7].

- Le prix Recherche, qui récompense un écologue en début ou en milieu de carrière pour l’originalité et l’ampleur de ses travaux scientifiques. Il est attribué tous les ans depuis 2013[7].

- Le Grand Prix, qui récompense un écologue pour l’ensemble de ses travaux et son dévouement aux sciences de l’écologie. Il est attribué tous les ans depuis 2009 et doté d’une médaille[7].

## Regards et débats sur la biodiversité
Depuis septembre 2010, la SFE2 met en ligne sur son site internet une plateforme de dialogue sur la biodiversité. Préparé par Anne Teyssèdre et Anne-Caroline Prévo-Julliard à l'Institut Écologie et Environnement (INEE) du CNRS en 2010, dans le cadre de l'année de la biodiversité, ce projet s'est concrétisé par le lancement de la plateforme « Regards et débats sur la biodiversité» sur le site de la SFE en septembre 2010. Cette plateforme web transdisciplinaire met en ligne et ouvre au débat des articles vulgarisés, rédigés par des scientifiques et d'autres experts -en interaction avec le comité éditorial de la SFE2- sur toutes sortes de thématiques liées à la biodiversité,. 

## Liste des dirigeants
| Identité                         | Période | Période | Durée |
| Identité                         | Début   | Fin     | Durée |
| -------------------------------- | ------- | ------- | ----- |
| Georges Lemée (d) (1908 - 1996)  | 1969    | 1977    | 8 ans |
| Jean-Antoine Rioux (1925 - 2017) | 1977    | 1982    | 5 ans |
| Paul Pesson (1911 - 1989)        | 1982    | 1986    | 4 ans |
| Maxime Lamotte (1920 - 2007)     | 1986    | 1988    | 2 ans |
| Paul Ozenda (1920 - 2019)        | 1988    | 1992    | 4 ans |
| François Ramade (né en 1934)     | 1992    | 1998    | 6 ans |
| Franck Gilbert (d)               | 2023    |         |       |